# Closed Casket
Closed Casket — четвертий студійний альбом американського репера Esham, виданий 22 листопада 1994 р. лейблами Reel Life Productions та Warlock Records.
Після звинувачень у сатанізмі, відчуваючи, що зміст його композицій сприймають занадто серйозно, виконавець вирішив, що Closed Casket стане останньою платівкою, яка міститиме пісні на цю тематику.

## Список пісень
| №  | Назва                                          | Тривалість |
| -- | ---------------------------------------------- | ---------- |
| 1  | «The Eulogy»                                   | 1:11       |
| 2  | «The Wicketshit Will Never Die»                | 3:29       |
| 3  | «My Homie Got Shot»                            | 2:04       |
| 4  | «Mental Stress»                                | 4:31       |
| 5  | «Can't Take It wit Cha»                        | 3:58       |
| 6  | «Brainwashed»                                  | 2:46       |
| 7  | «Drive U2 Suicide»                             | 2:15       |
| 8  | «Chatty Ass Nigga» (з участю Mastamind та TNT) | 2:49       |
| 9  | «Slug froma 45»                                | 2:48       |
| 10 | «Was It Sum'n I Said»                          | 0:49       |
| 11 | «Flatline»                                     | 3:03       |
| 12 | «I Don't Owe U Shit»                           | 3:45       |
| 13 | «Therapy»                                      | 3:28       |
| 14 | «Make Me Wanna Holla»                          | 5:10       |
| 15 | «Would You Die 4 Me»                           | 3:01       |
| 16 | «2 Dollahoe»                                   | 1:53       |
| 17 | «24/7»                                         | 4:46       |
| 18 | «Diggin on da D-L»                             | 3:29       |
| 19 | «Premature Ejaculation»                        | 4:42       |
| 20 | «I'll Be Glad When You Dead»                   | 2:51       |
| 21 | «Closed Casket»                                | 3:41       |

## Учасники
- Esham — продюсер, звукорежисер, програмування, мастеринг
- TNT — запрошений гість
- Mastamind — запрошений гість
- Джеймс Г. Сміт — виконавчий продюсер